# Conseil supérieur du notariat
Pour les articles homonymes, voir CSN.
Le Conseil supérieur du notariat (CSN) est l'organisation professionnelle du notariat en France. Il est notamment chargé de représenter l'ensemble des notaires auprès des pouvoirs publics, en particulier le Garde des Sceaux.

## Histoire
La première organisation professionnelle du notariat français est l'Association nationale des notaires de France (ANNF), une structure associative créée par les notaires en 1921–1922.
Le régime de Vichy dissout l'ANNF par un décret du 16 juin 1941, tandis qu'une loi promulguée le même jour crée le CSN pour prendre sa place. Le premier président du CSN, maître Jousselin, est désigné par Vichy sur une liste établie par l'ANNF. Le rôle du CSN est confirmé et précisé à la Libération par une ordonnance du 2 novembre 1945 et un décret du 19 décembre 1945.
Son siège est situé au no 31 de la rue du Général-Foy, dans le 8e arrondissement de Paris, jusqu'à son déménagement, le 3 octobre 2006, au 60 boulevard de La Tour-Maubourg, dans le 7e arrondissement.
Le CSN est membre du Conseil des notariats de l'Union européenne (CNUE) et de l'Union internationale du notariat (UINL).

## Mission
Établissement d’utilité publique, il s’agit de la plus haute autorité de l’organisation professionnelle et sa compétence est nationale. C’est l’unique organe de la profession habilité à s’exprimer au nom de tous les notaires de France.
Il est notamment chargé de représenter l'ensemble des notaires auprès des pouvoirs publics, en particulier le Garde des Sceaux. « Il prévient ou concilie tous différends d’ordre professionnel entre les chambres des notaires ou les notaires ne relevant pas du même conseil régional ».
Ses missions :
- il représente la profession auprès des pouvoirs publics,
- il détermine sa politique générale,
- il contribue à l'évolution du notariat,
- il fournit des services collectifs aux notaires.

Dans ses relations avec les pouvoirs publics, le Conseil supérieur du notariat contribue à la réflexion sur les évolutions du droit, donne son avis sur les projets de loi ou les textes réglementaires en préparation. Organisme de droit privé, il peut notamment être amené à remplir selon certaines modalités des missions de service public.
L'ordonnance de 1945, à son article 7, permet aux notaires de se rassembler en associations loi de 1901. L'une d'elles opère au niveau national, en symbiose avec le CSN : il s'agit de l'Association pour le développement du service notarial (ADSN), qui a son siège à Venelles, et gère notamment le Fichier central des dispositions de dernières volontés et édite la revue Conseils des notaires depuis 1985.

## Présidents
- 1942–1945 : Pierre Jousselin
- 1945–1948 : Jean Chaine (d)
- 1948–1950 : Charles Collet
- 1950–1952 : Pierre Deteix
- 1952–1954 : Édouard Martin
- 1954–1956 : Robert Letulle
- 1956–1957 : Pierre Bady
- 1957–1958 : Joseph Savouré[5]
- 1958–1960 : Marcel Picard
- 1960–1962 : André Ducret
- 1962–1964 : Edmont Collot
- 1964–1966 : André Vincent
- 1966–1968 : Jacques Vandenbussche (d)
- 1968–1970 : Louis Deteix
- 1970–1972 : Robert Benoist
- 1972–1974 : Jean de Nucé de Lamothe
- 1974–1976 : Louis Chaine[6]
- 1976–1978 : Alain Bourdel[7]
- 1978–1980 : Pierre Delommez
- 1980–1982 : Jacques Bernard
- 1982–1984 : Paul Chardon[8]
- 1984–1986 : Michel Cordier (d)[9]
- 1986–1988 : Luc Dejoie[10]
- 1988–1990 : Jacques Béhin (d)[11]
- 1990–1992 : Jean Limon (d)[12]
- 1992–1994 : Hubert Gence[13]
- 1994–1996 : Jacques Lièvre (d)[14]
- 1996–1998 : Alain Lambert[15]
- 1998–2000 : Jean-Paul Decorps (d)[16]
- 2000–2002 : Jacques Motel[17]
- 2002–2004 : Armand Roth (d)[18]
- 2004–2006 : Laurent Dejoie (d)[19]
- 2006–2008 : Bernard Reynis[20]
- 2008–2010 : Jean-Pierre Ferret (d)[21]
- 2010–2012 : Benoît Renaud (d)[22]
- 2012–2014 : Jean Tarrade[23]
- 2014–2016 : Pierre-Luc Vogel (d)[24]
- 2016–2018 : Didier Coiffard (d)[25]
- 2018–2020 : Jean-François Humbert (d)[26]
- 2020–2022 : David Ambrosiano (d)[27]
- 2022–2024 : Sophie Sabot-Barcet, première femme à ce poste[28]
- 2024–2026 : Bertrand Savouré (d)[29]